# آبشار شل
آبشار شل (به انگلیسی: Shell Falls') آبشاری است که در ایالات متحده آمریکا واقع شده و ارتفاع کلی ریزشگاه آن ۱۲۰ پا (۳۶ متر) است.